# ميرياما با
مرياما با (بالفرنسية: Mariama Bâ) (17 أبريل 1929 - 17 أغسطس 1981) هي كاتبة سنغالية وحقوقية تكتب في  حقوق المرأة، ولدت في داكار، السنغال، نشأت في أسرة مسلمة، ترجمت روايتيها المكتوبتين باللغة الفرنسية إلى أكثر من اثني عشر لغة.
وقد عبرت عن إحباطها من مصير المرأة الأفريقية في روايتها الأولى التي نشرت بالفرنسية في 1979 (وتُرجمت إلى الإنجليزية بعنوان "رسالة طويلة جدًا").
في سن مبكرة قام كثير من الكتاب والمفكرين والسياسيين في بلدها بانتقادها ,وكان ينظر إليها على أنها تدعو المساواة بين الجنسين الناتجة عن التقاليد الأفريقية. التي أثارها جديها التقليدية، كان عليها أن تناضل حتى تحصل على التعليم، لأنهم لا يعتقدون أن الفتيات يجب ان يدرسوا. با تزوجت لاحقا بعضو سنغالي في البرلمان،اسمه اوباي ديوب ، ولكن تطلقت منه وتركت لرعاية أطفالهما التسعة. 
توفيت با بعد عام طويل من المرض وذلك كان قبل نشر روايتها الثانية، القرمزي سونغ، الذي هو قصة حب بين اثنين من النجوم عبرت العشاق من خلفيات أخلاقية مختلفة وكان الهدف من روايتها محاربة طغيان التقاليد.